# Uhersko
Uhersko est une commune du district et de la région de Pardubice, en République tchèque. Sa population s'élevait à 434 habitants en 2024.

## Géographie
Uhersko se trouve à 18 km à l'est-sud-est de Pardubice, à 28 km au sud-est de Hradec Králové et à 114 km à l'est de Prague.
La commune est limitée par Dolní Roveň au nord, par Trusnov à l'est, par Ostrov et Chroustovice au sud et par Moravany à l'ouest.

## Histoire
La première mention écrite de la localité date de 1308.

## Transports
Par la route, Uhersko se trouve à 14 km de Vysoké Mýto, à 20 km de Pardubice et à 137 km de Prague. 